# Dalbobergens naturreservat
Dalbobergens naturreservat är ett kommunalt naturreservat i sydligaste Dalsland. Det är beläget vid Vänerns sydvästra strand i Frändefors socken i Vänersborgs kommun. 
Dalbobergen skänktes 1660 av drottning Kristina till Vänersborgs stad, för att täcka den växande stadens behov av betesmark och ved.
Detta naturområde, längs Vänerkusten norr om Vänersborg, är ett omtyckt utflyktsmål och genomkorsas av välanlagda stigar. Dalbostigen sträcker sig längs hela strandlinjen till Ursands badplats i norr.
Dalbobergens område är ett kulturlandskap och även ett naturreservat. Det finns ingen bebyggelse men ändå tecken av människor i området. Daldoborgens område är en vacker miljö nära vattnet, och det rör sig människor där dagligen. Det finns speciella bestämmelser som gäller för ett naturreservat.
Skogen är inte igenvuxen och det är ännu ett tecken på att den kan vara planterad av människan för ca hundra år sedan, eller att den har tagits hand om av en markägare förr i tiden. Det är svårt att tyda om det någon gång funnits någon bebyggelse på platsen förr i tiden, det finns en par hus i området och på berget.
I söder avgränsas reservatet av Djupedalsbäcken, som även utgör landskapsgräns mot Västergötland.
Naturen är typiskt dalsländsk, då den är en kombination av barrskog och lövskog. Naturen innehåller en stor flora och många ekosystem.